# Gaius Fulvius Plautianus
Gaius Fulvius Plautianus, född cirka 150 i Leptis Magna, afrikanska provinsen (nuvarande Libyen), död 22 januari 205 i Rom, var en medlem av den romerska Fulviusfamiljen, som hade varit aktiv i politiken sedan romerska republiken.

## Biografi
Plautianus kom ursprungligen från Leptis Magna, sydost om Kartago, i det som nu är Libyen. Han var kusin och långvarig vän till den romerske kejsaren Septimius Severus. Plautianus far var Gaius Fulvius Plautianus, född cirka 130, vars syster, Fulvia Pia (cirka 125–198), var gift med Severus far Publius Septimius Geta.
Plautianus utsågs till kommendör av praetorianska gardet 197. På grund av deras vänskap, belönade Severus Plautianus med olika utmärkelser, bland annat ett konsulärt insignium, ledamotskap i romerska senaten och ett konsulat 203. Under sin tid som konsul präglades Plautianus bild på mynt tillsammans med Severus andre son Geta.
Han hjälpte Severus med att administrera riket och blev mycket rik och mäktig då Severus gjorde honom till sin andreman. År 202 gifte Plautianus bort sin dotter Publia Fulvia Plautilla med Caracalla (Severus förste son) i Rom. Plautianus blev så stark att den romerska kejsarinnan Julia Domna och Caracalla började bli oroliga.
Äktenskapet mellan Caracalla och Publia Fulvia Plautilla var inte lyckligt. I själva verket avskydde Caracalla både henne och hennes far, och hotade att döda dem efter att han blivit kejsare. När Plautianus upptäckte detta, bestämde han sig för att störta Severus familj.
När Plautianus förräderi upptäcktes, kallade den kejserliga familjen honom till palatset och dömde honom till döden den 22 januari 205. Efter hans död konfiskerades hans egendom. Hans son med samma namn, dotter och barnbarn tvingades i exil till Sicilien och senare till Lipari och hans namn raderades från offentliga monument. Hans son, dotter och barnbarn ströps på Caracallas order i början av år 212.